# Olympische Sommerspiele 1984/Teilnehmer (Nepal)
| Gelbes Symbol für Goldmedaillen mit stilisierten Olympischen Ringen | Graues Symbol für Silbermedaillen mit stilisierten Olympischen Ringen | Braundes Symbol für Bronzemedaillen mit stilisierten Olympischen Ringen |
| ------------------------------------------------------------------- | --------------------------------------------------------------------- | ----------------------------------------------------------------------- |
| —                                                                   | —                                                                     | —                                                                       |

Nepal nahm an den Olympischen Sommerspielen 1984 in Los Angeles, USA, mit einer Delegation von zehn Sportlern teil.

## Teilnehmer nach Sportarten

### Boxen
- Prabin Tuladhar
Fliegengewicht: 17. Platz

- Dalbahadur Ranamagar
Leichtgewicht: 33. Platz

- Umesh Maskey
Halbweltergewicht: 17. Platz

### Gewichtheben
- Jagadish Pradhan
Bantamgewicht: 14. Platz

- Surendra Hamal
Leichtgewicht: 15. Platz

### Leichtathletik
- Pushpa Raj Ojha
400 Meter: Vorläufe

- Jodha Gurung
800 Meter: Vorläufe

- Baikuntha Manandhar
Marathon: 46. Platz

- Arjun Pandit
Marathon: 63. Platz

- Ameri Yadav
Marathon: 69. Platz